# Boys In A Band
Boys In A Band er et færøsk band. De spiller musik inspireret af Bob Dylan, Jimi Hendrix og Franz Ferdinand. Selv kalder de deres musik for Cowboy Rock. De har optrådt live på Roskilde Festival (DK), Spot (DK) og på G! Festival (FO), Iceland Airwaves (IS) og Canadian Music Week (CA). De er vinderne af Global Battle of the Bands (GBOB) 2007. 